# Naš kapetan
Naš kapitan je album Revijskega orkestra in zbora Umetniškega ansambla doma JLA v Beogradu skupaj z vokalnimi solisti, ki je izšel kot vinilna plošča leta 1965 pri založbi PGP RTV Beograd.

## Naslov in vsebina
Album nosi naslov po istoimenski skladbi (A1), ki jo je priredil Ferdo Pomykalo po glasbi Darka Kraljića.
Besedilo Branka Karakaša je v srbohrvaščini zapel Kvartet 4 M.

## Seznam posnetkov
| Stran A | Stran A       | Stran A    | Stran A    | Stran A     | Stran A |
| Št.     | Naslov        | Besedilo   | Glasba     | Priredba    | Dolžina |
| ------- | ------------- | ---------- | ---------- | ----------- | ------- |
| 1.      | „Naš kapetan‟ | B. Karakaš | D. Kraljić | F. Pomykalo |         |
| 2.      | „Spomenak‟    | Đ. Radišić | B. Adamič  | B. Adamič   |         |

| Stran B | Stran B        | Stran B    | Stran B      | Stran B      | Stran B |
| Št.     | Naslov         | Besedilo   | Glasba       | Priredba     | Dolžina |
| ------- | -------------- | ---------- | ------------ | ------------ | ------- |
| 1.      | „Buđenje‟      | B. Karakaš | J. Škorjanec | M. Živanović |         |
| 2.      | „Glas sa mora‟ | B. Bašić   | L. Leško     | F. Pomykalo  |         |

## Sodelujoči

### Revijski orkester in zbor Umetniškega ansambla doma JLA v Beogradu / Revijski orkestar i hor Umetničkog ansambla Doma JNA Beograd
- Budimir Gajić – dirigent

### Vokalni kvartet »4 M«
poje na posnetku: A1

### Pevci
- Živan Milić – na posnetku A2
- Tereza Kesovija – na posnetku B1
- Zvonko Špišić – na posnetku B2

### Produkcija
- Milenko Miletić – oblikovanje